# نشویل (ایندیانا)
نشویل (به انگلیسی: Nashville) یک منطقهٔ مسکونی در ایالات متحده آمریکا است که در شهرستان براون، ایندیانا واقع شده‌است. نشویل ۴٫۱۶ کیلومتر مربع مساحت و ۱٬۲۵۶ نفر جمعیت دارد و ۱۸۲٫۰۲ متر بالاتر از سطح دریا واقع شده‌است.